# Morris Nomad

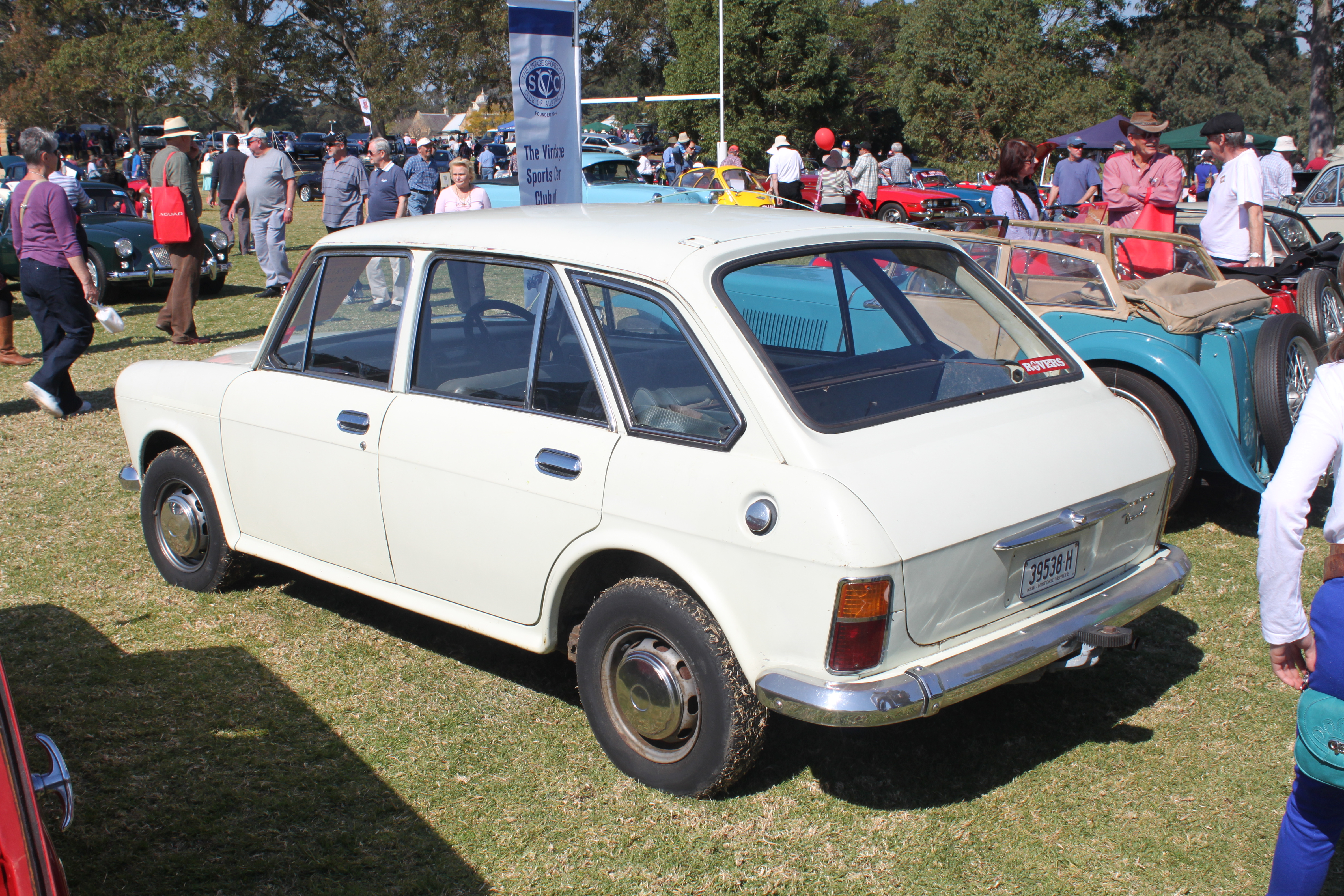
Morris 1500 Nomad

Der Morris Nomad war ein Kompaktklasse-PKW, der von 1969 bis 1972 von Leyland Motors Australia für den australischen Markt gebaut wurde. Die 5-türige Kombilimousine basiert auf dem Morris 1500 (ohne große Heckklappe), bei dem es sich um einen Morris 1100 mit größerem 1,5-l-Motor handelte. Es gab auch eine Version mit Automatikgetriebe, die mit einem 1,3-l-Motor ausgestattet war. Das Heck ähnelte dem des Austin Maxi.